# ショコラティエはサディスティック
『ショコラティエはサディスティック』は、原作：花形怜、漫画：松本救助による日本の漫画作品。『漫画ゴラクスペシャル』（日本文芸社）にて2019年8月25日号（7月16日発売）から、同誌が休刊となる2020年8月25日号（7月15日発売）まで連載された。
ラブコメのスタイルで展開されるストーリーに、チョコレートに関する多くの薀蓄が盛り込まれている。

## ストーリー
橋本絢音は付き合っていた彼氏に三股をかけられ、呑み屋で上司から散々に説教され、人生に絶望していた。やけ酒に酔い潰れ、雪の降る路上で行き倒れる。絢音は見知らぬ場所で椅子に縛られた状態で目を覚ました。そこは甘い香りの漂うチョコレート専門店「ショコラティエ ブリューム」であった。オーナーでドSの天才イケメン・ショコラティエ今泉琉世から厳しい言葉のムチを浴びせられながらも、琉世の作る極上のチョコレートに心を癒される絢音。琉世はきつい言葉と甘いチョコレートで、食べた人の人生を変える凄腕のショコラティエであった。
「世界中のショコラティエに宣戦する」と琉世は東京で開催される世界最大規模のチョコレートの祭典「ル・ロンデュ・ショコラ（Le Rond du Chocolat）］に出店する。世界的な大手チョコレート店「バルテュス」、「グーデュマレ」は日本人に優勝させるわけにはいかないと結託し、稀少なクリオロ種のホワイトカカオを使用。琉世の作ったチョコレートケーキデビルズフードケーキは一般審査員からは満点の評価を得るものの、招待さえた審査員はプロ意識から味だけでなく稀少性、クリオロ種ホワイトカカオの使用に得点を置いたため、琉世は3位（日本人最高位）に終わる。

## 登場人物
今泉琉世（いまいずみ りゅうせい）
チョコレート専門店「ショコラティエ ブリューム」のオーナー兼ショコラティエ。「自分が作ったチョコレート（チョコレート菓子）の美味さに他者が屈服するのを見るのが好き」と公言するドS。
フランスのチョコレート専門店「バルテュス」で働き、フランスMOF（国家最優秀職人章 ショコラティエ部門）を獲得した凄腕ショコラティエ。独立し自身の店をパリに構えたが、怨恨と妬みから店舗が延焼したため、日本に戻ってきた。
橋本絢音（はしもと あやね）
今泉からは「カエル女」と呼ばれる。
社員数十人の不動産会社に勤める会社員。相手の顔から視線をそらすようにして自己主張することも多く、ふきだしの台詞以外に手書き文字で本音が描かれている。
口の悪い上司からは説教も多いが、その上司評では仕事の勘は良く、他者は気づかない点への気配りもできるが、細かい対応に難がある（故に口の悪い上司から説教されている）。
ル・ロンデュ・ショコラではインフルエンザで倒れた正規の手伝いに代わって、手伝いをやらされる（会社は有休）。販売、営業、ヒアリングといった能力を活かし、ル・ロンデュ・ショコラ開催中の売り上げ向上に貢献する。
恩田承太郎
絢音がライブ配信を見ている芸人YouTuber。高校時代に全国優勝し、イタリアのトリノのプロサッカーチームの練習生となったこともあるが、対人関係がうまくいかず、当地の名物チョコレートジャンドゥイオットの食べ好きで太ったことから、芸人に転向。芸人としても旬を過ぎ、個人配信番組を行っているが、これもパッとしないで引退を考えていた。
ブリュームで食べたジャンドゥイオットがきっかけで自分を見つめなおした様子がライブ配信で人気となり、「ドM系食レポYouTuber」としてプチブレイクする。琉世をマスコミに紹介する。
ディディエ・ルメール（Didier Lemaire）
独立する前はパリの有名店「ショコラティエ バルテュス」でシェフショコラティエを務めていた。独立後の店はパリの国際ショコラ品評会でグランプリを獲得している。日本出店にあたって訪日。
バルテュス時代の琉世の兄弟子にあたる。琉世よりは遅くなったがMOFも獲得している。
ジャン=ピエール・バルテュス本人が参加することを知り、ル・ロンデュ・ショコラは直前で参加を取り止めた。
新木勇一（あらき ゆういち）
テレビ局のプロデューサー。フランス語の会話には堪能。ルメールを取り上げたドキュメンタリー番組の制作中に恩田から琉世を紹介される。
かつて、パリのバルテュスで食べたチョコレートの味が忘れられず、ショコラティエを取り上げるドキュメンタリー番組を企画した。
久保隼太（くぼ はやた）
絢音の勤める不動産会社の会社員。全国トップクラスの営業成績を上げており、絢音の課に異動してきた。
イケメン、高身長。趣味は料理とマラソンでどちもプロ級ということで課の独身女性による争奪戦となるが、過去の経験から「乙女回路が動いてない」とも揶揄される綾音の恋愛対象からは微妙に外れる。
久保自身は、綾音を配置転換し自分の補佐になるよう課長に請うたり、デートを申し込んだりする。
紗良
女性。パリでの琉世の同僚でもあり、パリでは同棲もしていた。現在は世界一有名とも言われるチョコレート専門店「グーデュマレ」パリ本店で唯一の日本人ショコラティエ。
ル・ロンデュ・ショコラに琉世をグーデュマレのショコラティエとして参加させるために来日した。
石井（いしい）
カカオ豆からチョコレートを作るビーントゥバー工房「ABC」店主。琉世がル・ロンデュ・ショコラ参加の際に使うチョコレートを提供する。ル・ロンデュ・ショコラ当日も手伝っている。やはり、ドS。
ジャン=ピエール・バルテュス
「バルテュス」のオーナーであり「伝説のショコラティエ」とも呼ばれる。既に60歳を過ぎているがチョコレート菓子の細工にエアブラシを使うなど最新技術の習得にも余念がない。琉世が参加するとを聞いてシェフショコラティエに代わり、日本に乗り込んでくる。
琉世とディディエの師匠。琉世がMOFを獲得したときの審査委員長でもある。
ル・ロンデュ・ショコラでは1位を獲得するものの、琉世のデビルズフードケーキの美味さにヘソを曲げて、以後、表舞台に立たないと宣言する大人げなさもある。

## 書誌情報
- 原作：花形怜・漫画：松本救助 『ショコラティエはサディスティック』 日本文芸社〈ニチブンコミックス〉、全2巻
  1. 2020年2月1日発行（同年1月18日発売[3]）、ISBN 978-4-537-14188-7
  2. 2020年9月28日発売[4]、ISBN 978-4-537-14289-1